# Шкурко, Роман Агафьевич

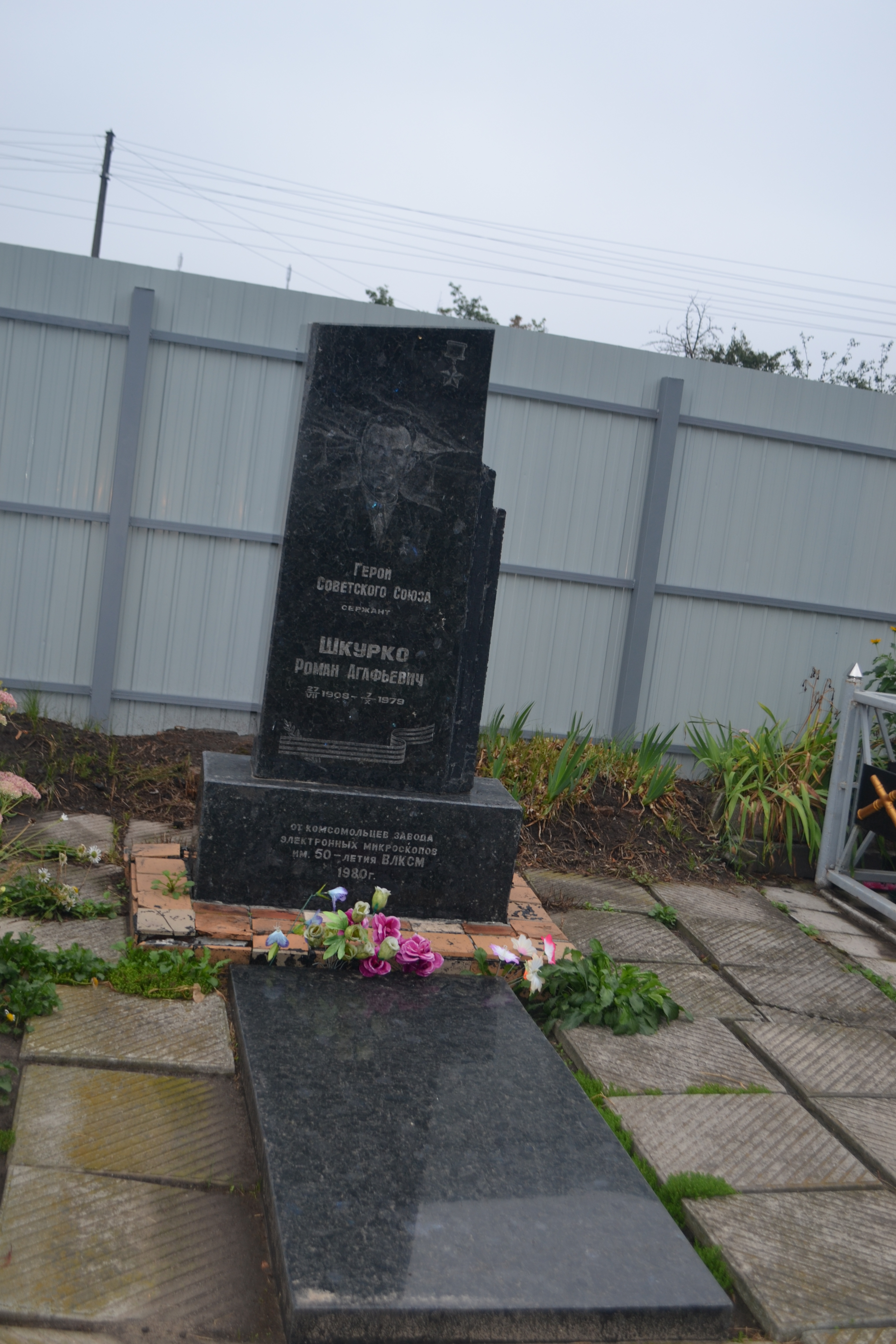
Могила Романа Шкурко

Рома́н Ага́фьевич Шкурко́ (23.6.1908 — 7.10.1979) — советский военнослужащий, участник Великой Отечественной войны, Герой Советского Союза, сапёр 797-го стрелкового полка 232-й Сумско-Киевской стрелковой дивизии 38-й армии Воронежского фронта, красноармеец. Герой Советского Союза.

## Биография
Родился 23 июня 1908 года в селе Великая Рыбица ныне Краснопольского района Сумской области в семье крестьянина. Украинец. Образование начальное. До 1928 года трудился в сельском хозяйстве. Затем переехал в Донбасс, где работал каменщиком. До освобождения родного села от немецко-фашистских захватчиков жил на временно оккупированной территории.
В Красной Армии с марта 1943 года. В действующей армии с того же времени. Сражался на Воронежском и 1-м Украинском фронтах. Был ранен.
Сапёр 797-го стрелкового полка красноармеец Роман Шкурко отличился при форсировании полком Днепра в районе села Вышгород. С 4 по 5 октября 1943 года под огнём противника на рыбачьих лодках он переправлял бойцов, материальную часть и боеприпасы на правый берег реки.
Указом Президиума Верховного Совета СССР «О присвоении звания Героя Советского Союза генералам, офицерскому, сержантскому и рядовому составу Красной Армии» от 10 января 1944 года за «образцовое выполнение боевых заданий командования на фронте борьбы с немецко-фашистскими захватчиками и проявленные при этом отвагу и геройство» удостоен звания Героя Советского Союза с вручением ордена Ленина и медали «Золотая Звезда».
Член ВКП(б)/КПСС с 1944 года. В конце 1945 года демобилизован в звании сержанта. Вернулся в родное село, работал в колхозе. С 1947 года жил в городе Сумы. Работал строителем, затем в областной типографии. 
Умер 7 октября 1979 года. Похоронен на Засумском кладбище в Сумах.
Награждён орденами Ленина, Отечественной войны 1-й степени, медалями. 
Память
- В посёлке городского типа Краснополье на Аллее Героев установлена памятная доска Р. А. Шкурко.
- Его могила является объектом культурного наследия Украины.